# Bokeelia
Bokeelia é uma Região censo-designada localizada no estado americano da Flórida, no Condado de Lee.

## Demografia
Segundo o censo americano de 2000, a sua população era de 1997 habitantes.

## Geografia
De acordo com o United States Census Bureau tem uma área de 
22,9 km², dos quais 22,9 km² cobertos por terra e 0,0 km² cobertos por água. Bokeelia localiza-se a aproximadamente 0 m acima do nível do mar.

## Localidades na vizinhança
O diagrama seguinte representa as localidades num raio de 24 km ao redor de Bokeelia. 